# Miamis Grand Prix 2025
Miamis Grand Prix 2025 (officielt navn: Formula 1 Crypto.com Miami Grand Prix 2025) var et Formel 1-løb, som blev kørt den 4. maj 2025 på Miami International Autodrome i Miami Gardens, Florida. Det var det sjette løb i Formel 1-sæsonen 2025, og det andet løb i sæsonen til at blive kørt med sprint race-formatet.

## Sprintkvalifikation
| Pos.               | Nr. | Kører                 | Konstruktør                  | Del 1    | Del 2     | Del 3    | Grid |
| ------------------ | --- | --------------------- | ---------------------------- | -------- | --------- | -------- | ---- |
| 1                  | 12  | Andrea Kimi Antonelli | Mercedes                     | 1.27,858 | 1.27,384  | 1.26,482 | 1    |
| 2                  | 81  | Oscar Piastri         | McLaren-Mercedes             | 1.27,951 | 1.27,354  | 1.26,527 | 2    |
| 3                  | 4   | Lando Norris          | McLaren-Mercedes             | 1.27,890 | 1.27,109  | 1.26,582 | 3    |
| 4                  | 1   | Max Verstappen        | Red Bull Racing-Honda RBPT   | 1.27,953 | 1.27,245  | 1.26,737 | 4    |
| 5                  | 63  | George Russell        | Mercedes                     | 1.27,688 | 1.27,666  | 1.26,791 | 5    |
| 6                  | 16  | Charles Leclerc       | Ferrari                      | 1.28,325 | 1.27,467  | 1.26,808 | 6    |
| 7                  | 44  | Lewis Hamilton        | Ferrari                      | 1.28,231 | 1.27,546  | 1.27,030 | 7    |
| 8                  | 23  | Alexander Albon       | Williams-Mercedes            | 1.27,859 | 1.27,697  | 1.27,193 | 8    |
| 9                  | 6   | Isack Hadjar          | Racing Bulls-Honda RBPT      | 1.28,394 | 1.27,773  | 1.27,543 | 9    |
| 10                 | 14  | Fernando Alonso       | Aston Martin Aramco-Mercedes | 1.28,455 | 1.27,766  | 1.27,790 | 10   |
| 11                 | 27  | Nico Hülkenberg       | Kick Sauber-Ferrari          | 1.28,542 | 1.27,850  | N/A      | 11   |
| 12                 | 31  | Esteban Ocon          | Haas-Ferrari                 | 1.28,303 | 1.28,070  | N/A      | 12   |
| 13                 | 10  | Pierre Gasly          | Alpine-Renault               | 1.28,345 | 1.28,167  | N/A      | 13   |
| 14                 | 30  | Liam Lawson           | Racing Bulls-Honda RBPT      | 1.28,914 | 1.28,375  | N/A      | 14   |
| 15                 | 55  | Carlos Sainz Jr.      | Williams-Mercedes            | 1.27,899 | Ingen tid | N/A      | 15   |
| 16                 | 18  | Lance Stroll          | Aston Martin Aramco-Mercedes | 1.29,028 | N/A       | N/A      | 16   |
| 17                 | 7   | Jack Doohan           | Alpine-Renault               | 1:29.171 | N/A       | N/A      | 17   |
| 18                 | 22  | Yuki Tsunoda          | Red Bull Racing-Honda RBPT   | 1.29,246 | N/A       | N/A      | PL1  |
| 19                 | 5   | Gabriel Bortoleto     | Kick Sauber-Ferrari          | 1.29,312 | N/A       | N/A      | 18   |
| 20                 | 87  | Oliver Bearman        | Haas-Ferrari                 | 1.29,825 | N/A       | N/A      | 19   |
| 107%-tid: 1.33,826 |     |                       |                              |          |           |          |      |
| Kilde:             |     |                       |                              |          |           |          |      |

Noter:
↑1 - Yuki Tsunoda måtte starte fra pit lane efter at have lavet ændringer på sin bil under parc fermé.

## Sprint
| Pos.   | Nr. | Kører                 | Konstruktør                  | Omgange | Tid/Udgået | Startpos. | Point |
| ------ | --- | --------------------- | ---------------------------- | ------- | ---------- | --------- | ----- |
| 1      | 4   | Lando Norris          | McLaren-Mercedes             | 18      | 36.37,647  | 3         | 8     |
| 2      | 81  | Oscar Piastri         | McLaren-Mercedes             | 18      | +0,672     | 2         | 7     |
| 3      | 44  | Lewis Hamilton        | Ferrari                      | 18      | +1,073     | 7         | 6     |
| 4      | 63  | George Russell        | Mercedes                     | 18      | +3,127     | 5         | 5     |
| 5      | 18  | Lance Stroll          | Aston Martin Aramco-Mercedes | 18      | +3,412     | 16        | 4     |
| 6      | 22  | Yuki Tsunoda          | Red Bull Racing-Honda RBPT   | 18      | +5,153     | PL        | 3     |
| 7      | 12  | Andrea Kimi Antonelli | Mercedes                     | 18      | +5,635     | 1         | 2     |
| 8      | 10  | Pierre Gasly          | Alpine-Renault               | 18      | +5,973     | 13        | 1     |
| 9      | 27  | Nico Hülkenberg       | Kick Sauber-Ferrari          | 18      | +6,153     | 11        |       |
| 10     | 6   | Isack Hadjar          | Racing Bulls-Honda RBPT      | 18      | +7,502     | 9         |       |
| 11     | 23  | Alexander Albon       | Williams-Mercedes            | 18      | +7,5221    | 8         |       |
| 12     | 31  | Esteban Ocon          | Haas-Ferrari                 | 18      | +8,998     | 12        |       |
| 13     | 30  | Liam Lawson           | Racing Bulls-Honda RBPT      | 18      | +9,0242    | 14        |       |
| 14     | 87  | Oliver Bearman        | Haas-Ferrari                 | 18      | +9,2183    | 19        |       |
| 15     | 5   | Gabriel Bortoleto     | Kick Sauber-Ferrari          | 18      | +9,675     | 18        |       |
| 16     | 7   | Jack Doohan           | Alpine-Renault               | 18      | +9,909     | 17        |       |
| 17     | 1   | Max Verstappen        | Red Bull Racing-Honda RBPT   | 18      | +12,0594   | 4         |       |
| Ret    | 14  | Fernando Alonso       | Aston Martin Aramco-Mercedes | 13      | Sammenstød | 10        |       |
| Ret    | 55  | Carlos Sainz Jr.      | Williams-Mercedes            | 12      | Punktering | 15        |       |
| DNS    | 16  | Charles Leclerc       | Ferrari                      | 0       | Uheld      | —5        |       |
| Kilde: |     |                       |                              |         |            |           |       |

Noter:
↑1 - Alexander Albon blev givet en 5 sekunders straf for at køre for hurtigt under safety car. Hans slutposition gik som resultat fra 5. til 11. pladsen.
↑2 - Liam Lawson blev givet en 5 sekunders straf for at være skyld i et sammenstød med Fernando Alonso. Hans slutposition gik som resultat fra 8. til 13. pladsen.
↑3 - Oliver Bearman blev givet en 5 sekunders straf for en usikker release efter pit stop. Hans slutposition gik som resultat fra 9. til 14. pladsen.
↑4 - Max Verstappen blev givet en 10 sekunders straf for en usikker release efter pit stop. Hans slutposition gik som resultat fra 4. til 17. pladsen.
↑5 - Charles Leclerc startede ikke ræset efter han kørte galt under formationsomgangen. Hans plads på griden var tom ved ræsstart.

## Kvalifikation
| Pos.               | Nr. | Kører                 | Konstruktør                  | Del 1    | Del 2    | Del 3    | Grid |
| ------------------ | --- | --------------------- | ---------------------------- | -------- | -------- | -------- | ---- |
| 1                  | 1   | Max Verstappen        | Red Bull Racing-Honda RBPT   | 1.26,870 | 1.26,643 | 1.26,204 | 1    |
| 2                  | 4   | Lando Norris          | McLaren-Mercedes             | 1.26,955 | 1.26,499 | 1.26,269 | 2    |
| 3                  | 12  | Andrea Kimi Antonelli | Mercedes                     | 1.27,077 | 1.26,606 | 1.26,271 | 3    |
| 4                  | 81  | Oscar Piastri         | McLaren-Mercedes             | 1.27,006 | 1.26,269 | 1.26,375 | 4    |
| 5                  | 63  | George Russell        | Mercedes                     | 1.27,014 | 1.26,575 | 1.26,385 | 5    |
| 6                  | 55  | Carlos Sainz Jr.      | Williams-Mercedes            | 1.27,098 | 1.26,847 | 1.26,569 | 6    |
| 7                  | 23  | Alexander Albon       | Williams-Mercedes            | 1.27,042 | 1.26,855 | 1.26,682 | 7    |
| 8                  | 16  | Charles Leclerc       | Ferrari                      | 1.27,417 | 1.26,948 | 1.26,754 | 8    |
| 9                  | 31  | Esteban Ocon          | Haas-Ferrari                 | 1.27,450 | 1.26,967 | 1.26,824 | 9    |
| 10                 | 22  | Yuki Tsunoda          | Red Bull Racing-Honda RBPT   | 1.27,298 | 1.26,959 | 1.26,943 | 10   |
| 11                 | 6   | Isack Hadjar          | Racing Bulls-Honda RBPT      | 1.27,301 | 1.26,987 | N/A      | 11   |
| 12                 | 44  | Lewis Hamilton        | Ferrari                      | 1.27,279 | 1.27,006 | N/A      | 12   |
| 13                 | 5   | Gabriel Bortoleto     | Kick Sauber-Ferrari          | 1.27,343 | 1.27,151 | N/A      | 13   |
| 14                 | 7   | Jack Doohan           | Alpine-Renault               | 1.27,422 | 1.27,186 | N/A      | 14   |
| 15                 | 30  | Liam Lawson           | Racing Bulls-Honda RBPT      | 1.27,444 | 1.27,363 | N/A      | 15   |
| 16                 | 27  | Nico Hülkenberg       | Kick Sauber-Ferrari          | 1.27,473 | N/A      | N/A      | 16   |
| 17                 | 14  | Fernando Alonso       | Aston Martin Aramco-Mercedes | 1.27,604 | N/A      | N/A      | 17   |
| 18                 | 10  | Pierre Gasly          | Alpine-Renault               | 1.27,710 | N/A      | N/A      | PL   |
| 19                 | 18  | Lance Stroll          | Aston Martin Aramco-Mercedes | 1.27,830 | N/A      | N/A      | 18   |
| 20                 | 87  | Oliver Bearman        | Haas-Ferrari                 | 1.27,999 | N/A      | N/A      | 19   |
| 107%-tid: 1.32,950 |     |                       |                              |          |          |          |      |
| Kilde:             |     |                       |                              |          |          |          |      |

Noter:
↑1 - Pierre Gasly måtte starte fra pit lane efter at have lavet ændringer på sin bil under parc fermé.

## Resultat
| Pos.                                                            | Nr. | Kører                 | Konstruktør                  | Omgange | Tid/Udgået      | Startpos. | Point |
| --------------------------------------------------------------- | --- | --------------------- | ---------------------------- | ------- | --------------- | --------- | ----- |
| 1                                                               | 81  | Oscar Piastri         | McLaren-Mercedes             | 57      | 1:28.51,587     | 4         | 25    |
| 2                                                               | 4   | Lando Norris          | McLaren-Mercedes             | 57      | +4,630          | 2         | 18    |
| 3                                                               | 63  | George Russell        | Mercedes                     | 57      | +37,644         | 5         | 15    |
| 4                                                               | 1   | Max Verstappen        | Red Bull Racing-Honda RBPT   | 57      | +39,956         | 1         | 12    |
| 5                                                               | 23  | Alexander Albon       | Williams-Mercedes            | 57      | +48,067         | 7         | 10    |
| 6                                                               | 12  | Andrea Kimi Antonelli | Mercedes                     | 57      | +55,502         | 3         | 8     |
| 7                                                               | 16  | Charles Leclerc       | Ferrari                      | 57      | +57,036         | 8         | 6     |
| 8                                                               | 44  | Lewis Hamilton        | Ferrari                      | 57      | +1.00,186       | 12        | 4     |
| 9                                                               | 55  | Carlos Sainz Jr.      | Williams-Mercedes            | 57      | +1.00,577       | 6         | 2     |
| 10                                                              | 22  | Yuki Tsunoda          | Red Bull Racing-Honda RBPT   | 57      | +1.14,4341      | 10        | 1     |
| 11                                                              | 6   | Isack Hadjar          | Racing Bulls-Honda RBPT      | 57      | +1.14,602       | 11        |       |
| 12                                                              | 31  | Esteban Ocon          | Haas-Ferrari                 | 57      | +1.22,006       | 9         |       |
| 13                                                              | 10  | Pierre Gasly          | Alpine-Renault               | 57      | +1.30,445       | PL        |       |
| 14                                                              | 27  | Nico Hülkenberg       | Kick Sauber-Ferrari          | 56      | +1 omgang       | 16        |       |
| 15                                                              | 14  | Fernando Alonso       | Aston Martin Aramco-Mercedes | 56      | +1 omgang       | 17        |       |
| 16                                                              | 18  | Lance Stroll          | Aston Martin Aramco-Mercedes | 56      | +1 omgang       | 18        |       |
| Ret                                                             | 30  | Liam Lawson           | Racing Bulls-Honda RBPT      | 36      | Sammenstød      | 15        |       |
| Ret                                                             | 5   | Gabriel Bortoleto     | Kick Sauber-Ferrari          | 30      | Brændstofsystem | 13        |       |
| Ret                                                             | 87  | Oliver Bearman        | Haas-Ferrari                 | 27      | Motor           | 19        |       |
| Ret                                                             | 7   | Jack Doohan           | Alpine-Renault               | 0       | Sammenstød      | 14        |       |
| Hurtigste omgang: Lando Norris (McLaren) - 1.29,746 (omgang 36) |     |                       |                              |         |                 |           |       |
| Kilde:                                                          |     |                       |                              |         |                 |           |       |

Noter:
↑1 - Yuki Tsunoda blev givet en 5 sekunders straf for køre for hurtigt i pit lane. Hans slutposition forblev uændret af staffen.

## Stilling i mesterskaberne efter løbet
| Pos. | Kører           | Point |
| ---- | --------------- | ----- |
| 1    | Oscar Piastri   | 131   |
| 2    | Lando Norris    | 115   |
| 3    | Max Verstappen  | 99    |
| 4    | George Russell  | 93    |
| 5    | Charles Leclerc | 53    |

| Pos. | Konstruktør         | Point |
| ---- | ------------------- | ----- |
| 1    | McLaren-Mercedes    | 246   |
| 2    | Mercedes            | 141   |
| 3    | Red Bull-Honda RBPT | 105   |
| 4    | Ferrari             | 94    |
| 5    | Williams-Mercedes   | 37    |